# Olympische Sommerspiele 2024/Schwimmen – 400 m Lagen (Frauen)
Der Schwimmwettkampf über 400 Meter Lagen der Frauen bei den Olympischen Spielen 2024 in Paris wurde am 29. Juli 2024 in der Paris La Défense Arena ausgetragen. Titelverteidigerin war die Japanerin Yui Ōhashi, die in Tokio über 200 Meter und 400 Meter Lagen die Goldmedaille gewann.

## Rekorde
Vor Beginn der Olympischen Spiele waren folgende Rekorde gültig:
| Weltrekord         | Summer McIntosh | 4:25,87 min | Toronto        | 1. April 2023  |
| Olympischer Rekord | Katinka Hosszú  | 4:26,36 min | Rio de Janeiro | 6. August 2016 |

## Titelträgerinnen
| Olympische Spiele 2020       | Yui Ōhashi                 | 4:32,08 min | Tokio             |
| Weltmeisterschaften 2024     | Freya Colbert              | 4:37,14 min | Doha              |
| Afrikaspiele 2023            | Catherine van Rensburg     | 4:56,13 min | Accra             |
| Panamerikanische Spiele 2023 | Julie Brousseau            | 4:43,76 min | Santiago de Chile |
| Asienspiele 2022             | Yu Yiting                  | 4:35,44 min | Hangzhou          |
| Europameisterschaft 2022     | Viktória Mihályvári-Farkas | 4:37,56 min | Rom               |
| Pazifikspiele 2023           | Lara Grangeon              | 5:01,34 min | Honiara           |

## Qualifikation
Als Olympische Normzeit (OQT) wurde eine Zeit von 4:38,53 Minuten festgelegt. Athletinnen, die diese Zeit im Qualifikationszeitraum (1. März 2023 bis 23. Juni 2024) erreichten, durften an den Start gehen. Die Anzahl der Athletinnen war auf maximal zwei pro NOK beschränkt. Darüber hinaus wurden weitere Plätze an Schwimmerinnen vergeben, die die Olympische Basiszeit (OCT) von 4:39,92 Minuten geschwommen waren (maximal eine Schwimmerin pro NOK). Über Universalstartplätze bestand eine weitere Chance für die Teilnahme, auch für Athletinnen die keine der beiden Normzeiten schwimmen konnten.

## Vorläufe
Die schnellsten 8 Athletinnen qualifizierten sich für das Finale.
| Rang | Lauf | Bahn | Athletin           | Nation             | Zeit        | Anmerkung |
| ---- | ---- | ---- | ------------------ | ------------------ | ----------- | --------- |
| 1    | 1    | 6    | Emma Weyant        | Vereinigte Staaten | 4:36,27 min | Q         |
| 2    | 1    | 4    | Katie Grimes       | Vereinigte Staaten | 4:37,24 min | Q         |
| 3    | 2    | 4    | Summer McIntosh    | Kanada             | 4:37,35 min | Q         |
| 4    | 1    | 5    | Freya Colbert      | Großbritannien     | 4:37,62 min | Q         |
| 5    | 2    | 6    | Mio Narita         | Japan              | 4:37,84 min | Q         |
| 6    | 2    | 7    | Ella Ramsay        | Australien         | 4:39,04 min | Q         |
| 7    | 2    | 1    | Ellen Walshe       | Irland             | 4:39,97 min | Q         |
| 8    | 1    | 7    | Katie Shanahan     | Großbritannien     | 4:40,40 min | Q         |
| 9    | 2    | 5    | Jenna Forrester    | Australien         | 4:40,55 min |           |
| 10   | 2    | 3    | Anastasia Gorbenko | Israel             | 4:41,64 min |           |
| 11   | 1    | 1    | Ella Jansen        | Kanada             | 4:42,06 min |           |
| 12   | 2    | 8    | Emma Carrasco      | Spanien            | 4:43,13 min |           |
| 13   | 2    | 2    | Ageha Tanigawa     | Japan              | 4:43,18 min |           |
| 14   | 1    | 3    | Vivien Jackl       | Ungarn             | 4:44,47 min |           |
| 15   | 1    | 2    | Sara Franceschi    | Italien            | 4:48,89 min |           |
| 16   | 1    | 8    | Anja Crevar        | Serbien            | 4:49,16 min |           |

## Finale
| Rang | Bahn | Athletin        | Nation             | Zeit        | Anmerkung |
| ---- | ---- | --------------- | ------------------ | ----------- | --------- |
| 1    | 3    | Summer McIntosh | Kanada             | 4:27,71 min |           |
| 2    | 5    | Katie Grimes    | Vereinigte Staaten | 4:33,40 min |           |
| 3    | 4    | Emma Weyant     | Vereinigte Staaten | 4:34,93 min |           |
| 4    | 6    | Freya Colbert   | Großbritannien     | 4:35,67 min |           |
| 5    | 7    | Ella Ramsay     | Australien         | 4:38,01 min |           |
| 6    | 2    | Mio Narita      | Japan              | 4:38,83 min |           |
| 7    | 8    | Katie Shanahan  | Großbritannien     | 4:40,17 min |           |
| 8    | 1    | Ellen Walshe    | Irland             | 4:40,70 min |           |